# Mycetophagus tenuifasciatus
Mycetophagus tenuifasciatus är en skalbaggsart som beskrevs av Horn 1878. Mycetophagus tenuifasciatus ingår i släktet Mycetophagus och familjen vedsvampbaggar. Inga underarter finns listade i Catalogue of Life.